# Zenon Hołowiński

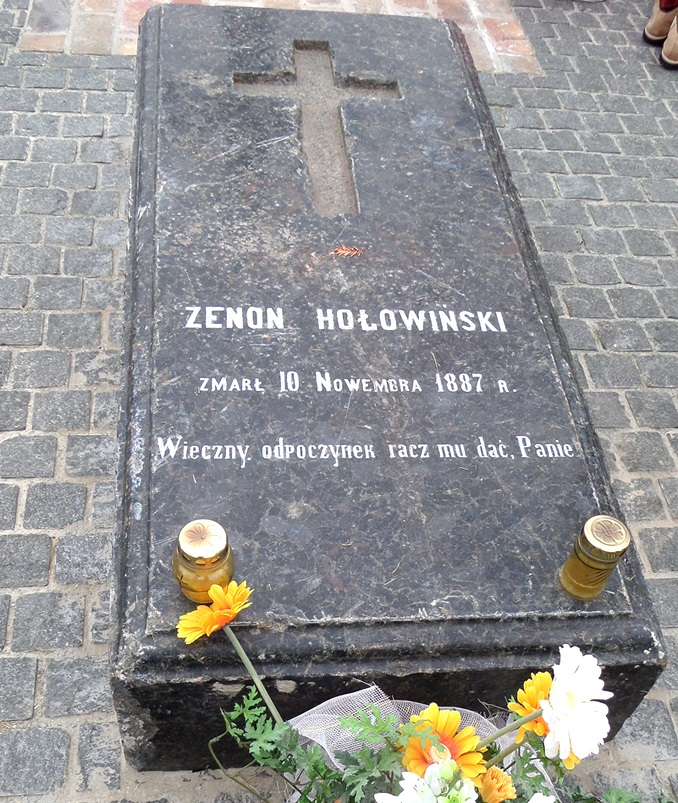
Nagrobek Zenona Hołowińskiego w Rzyszczowie

Zenon Jan Jerzy Hołowiński herbu Kostrowiec Odmienny (ur. 1803 w Równem, zm. 10 listopada 1887 w Kijowie (został pochowany w nekropolii Hołowińskich przy kościele pw Świętej Trójcy w Rzyszczowie)) – polski ziemianin, przemysłowiec, polityk i działacz społeczny. Ostatni z wyboru marszałek Guberni kijowskiej, marszałek szlachty Powiatu Bohusławskiego i Kaniowskiego.

## Genealogia i życie osobiste
Syn Zacharyasza Hołowińskiego, marszałka powiatu bohusławskiego, chorążego Szwadronu Kawalerii Narodowej Wojska Obojga Narodów, dziedzica Prucek i Zofii Sulatyckiej herbu Sas, wnuk: Ignacego Hołowińskiego, marszałka powiatu bohusławskiego, komornika ziemskiego kijowskiego, stolnika przemyskiego, Radcy Kolegialnego, kawalera orderu św. Stanisława i Marii-Róży Bogurajskiej oraz Wojciecha Sulatyckiego herbu Sas, podkomorzego lwowskiego i Franciszki Mrozowickiej herbu Prus III, starościanki stęgwilskiej. Brat: Cecylii, Pelagii Proskurzyny, Marii Saryusz-Zaleskiej, Kornelii Montrezorowej i Ignacego Hołowińskiego, kapitana I pułku, który zginął w akcji powstańczej pod Poniewieżem. Według Bobrowskiego używał herbu ruskiego Ziemia.
24 lutego 1829 zawarł związek małżeński z Teresą-Marią Morgulec h. własnego, córką Jana podkomorzego żytomierskiego, pułkownika kościuszkowskiego i Ludwiki z Ciąglińskich dziedziczki Moszkowiec w żytomierskiem. W intercyzie przedstawił kompletny spis przodków aż do kniazia Semena Hołowińskiego.
Ojciec pięciorga dzieci: Bolesława, Wandy i Stanisława, którzy zmarli w dzieciństwie, Anny-Ewy księżnej Podhorskiej i Marii-Jadwigi Aleksandry 1-o voto Tadeuszowej Czosnowskiej, 2-o voto Rogerowej hrabiny Łubieńskiej.
Żona prowadziła w ich kijowskim domu znany salon towarzyski.

## Przemysłowiec
Ukończył liceum w Warszawie na Żoliborzu, studia wyższe na Uniwersytecie Wileńskim z numerem 277.
Odbył podróże po Niemczech, Francji, Holandii i Anglii, by poznać nowoczesne techniki stosowane w rolnictwie, a szczególnie w cukrownictwie. Wnioski ze swoich obserwacji zawarł w artykule wysłanym z Holandii do Kijowa, czym naraził na zatarg z carskim cenzorem edytora Tygodnika Petersburskiego Józefa Przecławskiego ().
Pionier industrializacji w Guberni Kijowskiej, gdzie jeszcze przed 1830 rokiem posiadał (jak wspomina Tadeusz Bobrowski, wuj Józefa Konrada Korzeniowskiego ), dwie cukrownie i rafinerię.
Po zakupie od stryja Hermana Hołowińskiego Steblowa nad Rosią w 1847 założył tam cukrownię, a Mikołajówkę Steblowską zamienił na osadę fabryczną sukien. W roku 1860 Steblów liczył już 3000 mieszkańców. Po odkupie Steblowa przez Rosjanina Kotlarewa, miasteczko podupadło.
Jako właściciel kilku fabryk zabiegał o utworzenie Towarzystwa Kredytowego kijowsko-wołyńsko-podolskiego i własnym sumptem ogłosił drukiem w roku 1860 projekt statutu tego towarzystwa.
Hołowiński zbudował i prowadził hotel w Kijowie.

## Polityk
W wyniku głosowania został wybrany przez szlachtę Powiatu Bohusławskiego na stanowisko deputowanego Kijowskiego Zgromadzenia Dworzan Deputowanych, na którego czele stawał przez trzy lata.
W 1860 roku został wybrany na marszałka Guberni Kijowskiej, lecz rząd carski tego nie zatwierdził. Dwa przemówienia Zenona Hołowińskiego, wygłoszone podczas tych wyborów, ukazały się drukiem w Kijowie.

## Działacz społeczny
Gorący zwolennik uwłaszczenia chłopów. Od 1858 roku był wiceprezesem „Komitetu włościańskiego Guberni Kijowskiej” zrzeszającego ziemian, pragnących rozwiązać pozytywnie kwestię chłopską (prezes Oktaw Jaroszyński). Rękopis dotyczący projektów jest przechowywany w Bibliotece Jagiellonskiej.

## Sprawy majątkowe
W 1812 roku, po śmierci matki Zenon Hołowiński został wprowadzony w posiadanie miasteczka Prucki pod Rzyszczowem i wioski Czaplicówka, a po śmierci ojca (w wyniku petycji z dnia 1 grudnia 1836 roku w sądzie powiatowym bohusławskim) przyznano mu prawem dziedzicznym Makedony i Nikolską parafię z fabryką sukienniczą.
Orzeczeniem bohusławskiego sądu powiatowego z 10 sierpnia 1837 roku, wydanym na podstawie testamentu Stanisława Hołowińskiego marszałka szlachty powiatu bohusławskiego i kawalera maltańskiego, uznano go właścicielem osiedla Mikołajewskiego, składającego się z folwarków: Worobiewskiego, Kipiaczewskiego, Draczewskiego, Оczerestinskiego i Janowskiego.

## Ciekawostki
- Zenon Hołowiński nigdy nie władał biegle językiem rosyjskim, o czym świadczył Bobrowski w swoich Pamiętnikach[2].
- Po wysadzeniu przez władze sowieckie w 1985 roku kościoła pw Świętej Trójcy w Rzyszczowie płyty nagrobne Hołowińskich, w tym Zenona Hołowińskiego, zostały użyte jako postument pomnika W.I. Lenina. Odnaleziono je w styczniu 2014 roku po rozebraniu pomnika[7].
- Opierając się na informacjach „Dziennika” autorstwa Mikołaja Malinowskego, Michał Witkowski[6] dowodził, że podczas drugiego pobytu w Petersburgu, zimą 1827/1828, Adam Mickiewicz poznał osobiście i zaprzyjaźnił się z Zenonem Hołowińskim. Miał też okazję spotkać się z nim ponownie podczas wizyty u stryja Zenona, Hermana Hołowińskiego w Steblowie. Ponadto zaduszkową farsę jaką uczyniono Wieszczowi w Zakrzewie przypisuje Michał Witkowski właśnie Zenonowi Hołowińskiemu. Czytamy w „Kłosach”[8]: „Bawił też tu w tym czasie Hołowiński, który, przebrany za ducha, chciał nastraszyć Mickiewicza w sam dzień Zaduszek jadącego o północy na cmentarz do Zakrzewa. Figiel się nie udał. Zobaczywszy białą wielką postać, stojącą u furty cmentarnej, domyślny poeta przyskoczył, ściągnął białe prześcieradła zawieszone na lasce ponad głową mniemanego ducha sterczącej i zawołał: „Oho, panie Hołowiński! Nie tak się układają strachy”. Chór śmiechu odpowiedział odkryciu i całe towarzystwo, w zmowie z Hołowińskim będące, ukryte w dzwonnicy, wróciło w najlepszym humorze”.
- Córka Zenona, Maria Jadwiga Aleksandra hrabina Łubieńska była wielką wielbicielką Henryka Sienkiewicza. Prawdopodobnie to właśnie ona ofiarowała anonimowo 11 grudnia 1888 r. Sieńkiewiczowi 15.000 rubli, podpisując: „Henrykowi Sieńkiewiczowi – Michał Wołodyjowski” – i dopisując jeszcze: „Nic to”. 11 listopada 1893 roku w Krakowie, w dniu ślubu pisarza z Marią Wołodkowiczówną, wspólnie z Różą Tarnowską prowadziła pana młodego do ołtarza.